# Évasion 3 : The Extractors
Série Évasion
Évasion 2 : Le Labyrinthe d'Hadès
(2018)
Pour plus de détails, voir Fiche technique et Distribution.
Évasion 3 : The Extractors ou Le Tombeau 3 : Extraction au Québec (Escape Plan: The Extractors) est un film américain réalisé par John Herzfeld et sorti en 2019. Il fait suite à Évasion (2013) et Évasion 2 : Le Labyrinthe d'Hadès (2018).

## Synopsis
Alors qu'il doit libérer la fille d'un homme d'affaires richissime incarcérée dans une prison lettonne de haute sécurité, Ray Breslin apprend que sa petite amie, Abigail, a été enlevée par le fils d'un ancien allié devenu son ennemi juré. Désormais, Breslin doit sauver les deux femmes enfermées dans ce pénitencier surnommé la station du diable, car personne n'en est jamais sorti vivant. Secondé par Trent DeRosa et Hush, Breslin doit faire vite pour organiser leur évasion.

## Fiche technique
- Titre original : Escape Plan : The Extractors
- Titre français : Évasion 3 : The Extractors
- Titre québécois : Le Tombeau 3 : Extraction
- Réalisation : John Herzfeld
- Scénario : Miles Chapman et John Herzfeld
- Musique : Víctor Reyes
- Direction artistique : Chris Craine
- Décors : Angela Gail Schroeder
- Costumes : Roger J. Forker
- Photographie : Jacques Jouffret
- Montage : Sean Albertson
- Producteurs : Randall Emmett, George Furla, Zack Schiller et Mark Canton
- Sociétés de production : EFO, Leomus, Diamond Film Productions, The Fyzz, Ingenious et MoviePass Films
- Sociétés de distribution : Summit Entertainment (États-Unis), VVS Films (Canada), Metropolitan FilmExport (France)
- Budget : 3,6 millions de dollars[2]
- Pays de production :  États-Unis
- Langue originale : anglais
- Format : couleur - 2.35:1
- Genres : thriller, film carcéral
- Durée : 96 minutes
- Dates de sortie : 
  - États-Unis : 2 juillet 2019 (directement en vidéo et VOD)
  - Canada : 2 juillet 2019
  - France : 17 juillet 2019 (en DVD, Blu-ray et VàD)

## Distribution
- Sylvester Stallone (VF : Alain Dorval ; VQ : Pierre Chagnon) : Ray Breslin
- Dave Bautista (VF : Serge Biavan ; VQ : Frédéric Paquet) : Trent DeRosa
- 50 Cent (VF : Raphaël Cohen ; VQ : Fayolle Jean Jr.) : Hush
- Jaime King (VF : Laura Préjean ; VQ : Manon Arsenault) : Abigail Ross
- Malese Jow (VF : Laëtitia Coryn ; VQ : Ariane-Li Simard-Côté) : Daya Zhang
- Max Zhang (VF : Dominique Guillo ; VQ : Nicolas Charbonneaux-Collombet) : Shen
- Devon Sawa (VF : Damien Boisseau ; VQ : Jean-François Beaupré) : Lester Clark Jr.
- Russell Wong (VF : Jean-Pierre Michaël) : Wu Zhang
- Harry Shum Jr (VF : Gauthier Battoue) : Bao
- Jeff Chase : Frankie
- Sergio Rizzuto : Narco
- Shea Buckner : Larry
- Lydia Hull (VF : Angèle Humeau) : Jules
- Tyler Jon Olson : Moe
- Daniel Bernhardt : Silva
- Vincent D'Onofrio (VF : Gilles Morvan) : Lester Clark (images d'archives tirées du film Évasion)

## Production
Alors que le second film, Évasion 2 : Le Labyrinthe d'Hadès, n'était pas encore sorti en salles, le tournage de ce 3ème opus avait débuté, en septembre 2017. Le tournage a notamment eu lieu à Mansfield dans l'Ohio et dans la maison de correction d’État de l'Ohio qui avait également servi pour Les Évadés (1994).